# Calci sorbat
Calci sorbat là muối calci của axit sorbic. Calci sorbat là muối của axit béo không no có nhiều nối đôi.
Chất này thường dùng làm chất bảo quản thực phẩm với số E là E203.